# هنری ام. لیلند
هنری ام. لیلند (به انگلیسی: Henry M. Leland) (زاده ۱۶ فوریه ۱۸۴۳ - درگذشت ۲۶ مارس ۱۹۳۲) صنعتگر، کارآفرین و مهندس آمریکایی است، که شرکت‌های خودروسازی لوکس کادیلاک و لینکلن را تأسیس نمود.